# Гарльсторф
Гарльсторф (нем. Garlstorf) — община в Германии, в земле Нижняя Саксония. Также есть Гальсторф на Эльбе, расположенный в окрестностях Льонбурга, управления Блекеде
Входит в состав района Харбург. Подчиняется управлению Зальцхаузен. Население составляет 1084 человека (на 31 декабря 2010 года). Занимает площадь 16,82 км².
Находится на востоке природного заповедника Люнебургская пустошь.
Согласно сохранившимся документам город упоминается с 1192 года.
Запад деревни можно достичь, проехав 1 км по автобану A7.